# Мус-Джо Плей-Морс
Мус-Джо Плей-Морс (англ. Moose Jaw Pla-Mors — у перекладі: ??????) — одна з багатьох команд містечка Мус Джо заснована в 1960-х роках грала в Саскачеванських нижчих лігах, гравці якої визначалися осягненням різноманітних всеканадських хокейних висот. Команда базувалася в столиці провінції курортному містечку поблизу столиці Саскачевану Реджайни — місті Мус Джо.

## Історія створення
Історія цієї команди починається й закінчується на «Pla-Mor Palace», тоді ще просто «Pla-Mor Arenas» в курортному містечку Мус-Джо, на якій проводили свої ігри численні команди округи, та й всієї провінції, починаючи від Реджайни до Саскатуна. Ця арена була однією з найбільших та найпопулярніших в провінції Саскачеван з часів її становлення і, особливо, починаючи з 1950 років. Саме на ній й пройшло становлення команд округи Мус-Джо, оскільки це курортне містечко з 60-80-ма тисячами жителів мало від 2 до 4 хокейних команд на сезон, що брали участь в напівпрофесійних лігах Канади.
Однією з таких команд і була «Мус-Джо Плей-Морс», що виступала в місцевих та всеканадських лігах. Команда не добивалася значних турнірних висот, але запам'яталася, як кузня талантів, особливо серед місцевих вихованців. Звичайно, конкурувати з визначнішими хокейними центрами провінції було складно, та й амбітних планів не ставилося, адже саме ця кузня й постачала своїх вихованців уже в вищі ліги. Тим паче, заснування команди припало на часи хокейного буму, та незначної фінансової стагнації в Канаді, тоді як в США відбувалися економічні зрушення. Тому американським командам, завдяки хорошого менеджменту, вдалося заполучити хорошу пресу та спонсорів й прилучивши відео-радіо трансляції вони потребували тепер якісних гравців. А якісний хокей розвивався саме в сусідніх канадських землях, тому багато вихованців канадських команд, були зваблені пропозиціями від американських скаутів та погравши сезон-другий в своїй команді, зчаста, подавалися на Південь до США.
Саме за таких умов відбулося становлення команди «Мус-Джо Плей-Морс», яка так щвидко здобула собі репутацію, й так само швидко зійшла з гокейного небосхилу, полишивши по собі лише хороший слід в особі своїх вихованців, що роз'їхалися по командам Північної Америки.

## Спортивні віхи команди
- В Саскатунській Хокейній Лізі (сеньйорів) (Saskatchewan Senior Hockey League) — з 1959 по 1965 роки (5 сезонів і завше була в лідерах турніру)
- В Східно-канадській Хокейній Лізі (сеньйорів)(Western Canada Senior Hockey League) — 3 1965 по 1971 роки (5 сезонів, але завше була на дні турнірної таблиці)
- В Саскатунській Хокейній Лізі (сеньйорів) (Saskatchewan Senior Hockey League) — з 1970 по 1971 роки (1 сезон і він став останнім для команди, що перебувала на останніх щаблях турнірної таблиці)

## Відомі гравці
- Іван Андрейс (Ivan Andrews)
- Берні Гребінський (Bernie Grebinsky)
- Джордж Гунчак (George Hunchuk)
- Ларрі Хонунк (Larry Hornung)
- Джек МакЛеод (Jack McLeod)
- Джим Грицюк (Jim Peter Hrycui)
- Майк Шмір (Mike Zwyer)
- Уейн Спунер (Wayne Spooner)